# 阿拉伯海盆
阿拉伯海盆是印度洋阿拉伯海南部的海底盆地，南隔卡尔斯伯格海岭与索马里海盆相邻，东南为马尔代夫群岛，东北为印度和巴基斯坦，北为伊朗，西靠阿拉伯半岛。最深处达5875米。除东南缘外，海盆底部大部分为由印度河泥沙组成的大冲积扇所覆盖。